# Scorzoneroides pyrenaica
Scorzoneroides pyrenaica là một loài thực vật có hoa trong họ Cúc. Loài này được (Gouan) J.Holub miêu tả khoa học đầu tiên năm 1977.